# Juan Fernández de Velasco, 5:e hertig av Frías
Juan Fernández de Velasco, 5:e hertig av Frías, född cirka 1550, död den 15 mars 1613, var en spansk diplomat och adelsman. Hans föräldrar var Íñigo Fernández de Velasco, 4:e hertig av Frías och Maria Angela de Aragón y Guzmán El Bueno och han ärvde sin fars titel som konstapel i Kastilien. Frías var även guvernör i hertigdömet Milano under 1592–1600 och 1610–1612. 1595 deltog han i det sista slaget i Hugenottkrigen, där han ledde de spanska styrkorna mot de franska. Frías förlorade dock slaget på grund av att han var överdrivet försiktig. Han begav sig senare till London för att förhandla fram ett fredsavtal mellan Spanien och England. Fredsavtalet, som går under namnet Londonfördraget, skrevs under den 28 augusti 1604. Frías avled sedan den 15 mars 1613 i Madrid.

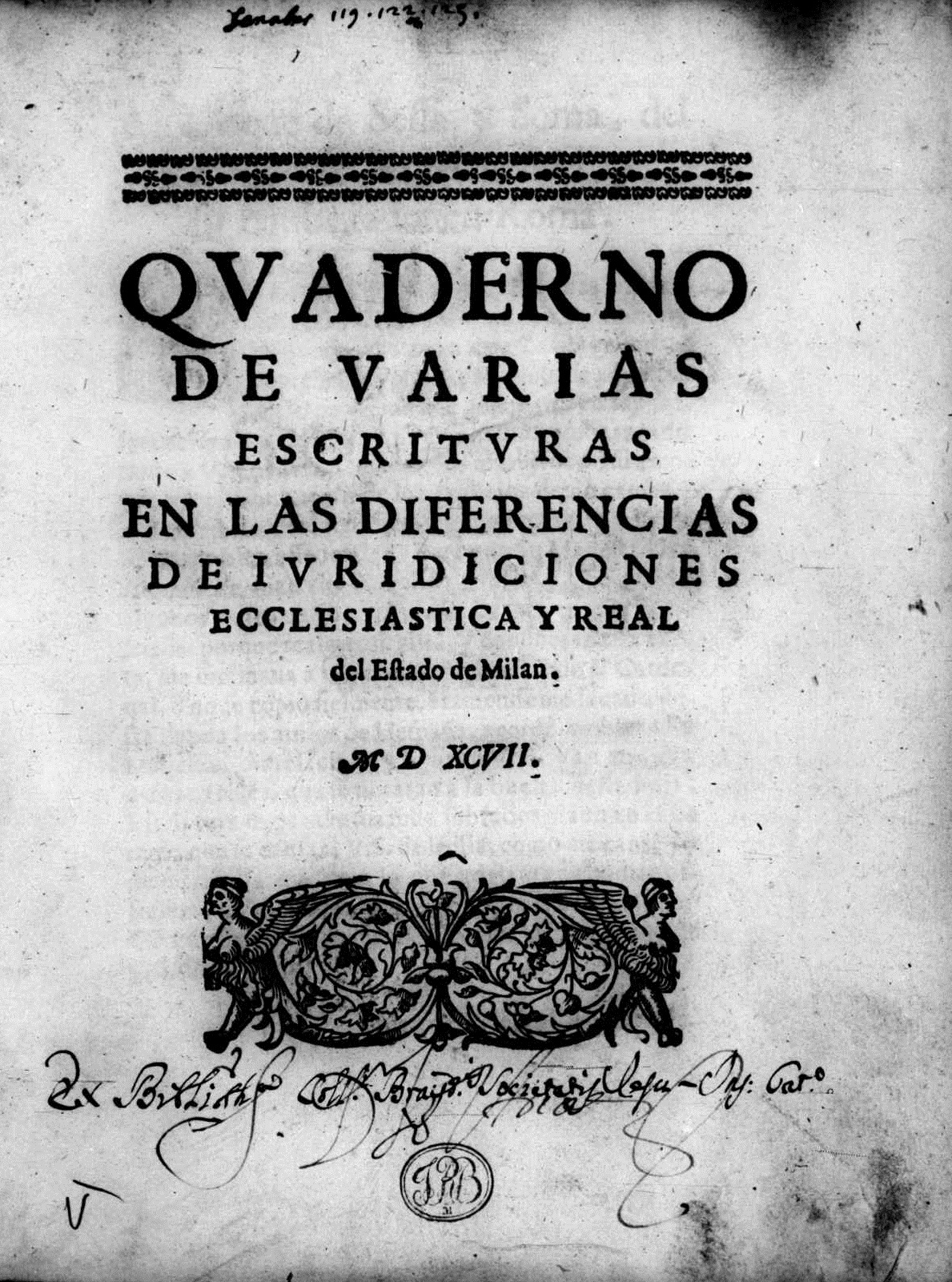
Quaderno de varias escrituras en las diferencias de iuridiciones ecclesiastica y real del estado de Milan, 1597

## Familj
Omkring 1580 gifte sig Frías med María Girón de Guzmán, den äldsta dottern till Pedro Téllez-Girón, 1:e hertig av Osuna, och tillsammans fick de två barn:
- Íñigo Fernández de Velasco, 9:e greve av Haro.
- Ana de Velasco y Girón, som gifte sig med Teodósio II, hertig av Braganza (tillsammans fick de sonen Johan IV av Portugal).

Efter att Frías fru avlidit 1608 gifte han om sig med Joana de Córdoba y Aragón. Tillsammans fick de tre barn:
- Bernardino Fernández de Velasco, 6:e hertig av Frías, som gifte sig med Isabel Maria de Guzmán.
- Luis de Velasco, 1:e markis del Fresno, som gifte sig med Catarina de Velasco.
- Mariana Fernandez de Velasco, som gifte sig António II Alvarez de Toledo, 7:e hertig av Alba.